# Savignac-les-Églises
Savignac-les-Églises (okzitanisch: Savinhac de las Gleisas) ist eine französische Gemeinde mit 947 Einwohnern (Stand: 1. Januar 2022) im Norden des Départements Dordogne in der Region Nouvelle-Aquitaine (vor 2016: Aquitanien). Die Gemeinde gehört zum Arrondissement Périgueux und zum Kanton Isle-Loue-Auvézère. Die Einwohner werden Savignacois und Savignacoises genannt.

## Geographie
Savignac-les-Églises liegt etwa 18 Kilometer nordöstlich von Périgueux an der Isle. Umgeben wird Savignac-les-Églises von den Nachbargemeinden Saint-Jory-las-Bloux im Norden, Coulaures im Nordosten, Mayac im Osten, Cubjac-Auvézère-Val d’Ans im Süden und Südosten, Saint-Vincent-sur-l’Isle im Süden, Sarliac-sur-l’Isle im Südwesten sowie Sorges et Ligueux en Périgord im Westen.

## Bevölkerungsentwicklung
| 1962                       | 1968 | 1975 | 1982 | 1990 | 1999 | 2006 | 2018 |
| -------------------------- | ---- | ---- | ---- | ---- | ---- | ---- | ---- |
| 682                        | 625  | 732  | 722  | 853  | 898  | 946  | 953  |
| Quellen: Cassini und INSEE |      |      |      |      |      |      |      |

## Sehenswürdigkeiten
- Fundamentreste einer Mühle aus dem 6. Jahrhundert
- Kirche Saint-Martin aus dem 11. Jahrhundert, heutiger Bau aus dem 16. Jahrhundert
- Kapellenruine Saint-Christophe aus dem 12. Jahrhundert
- Kapelle von La Peytelie aus dem 17. Jahrhundert

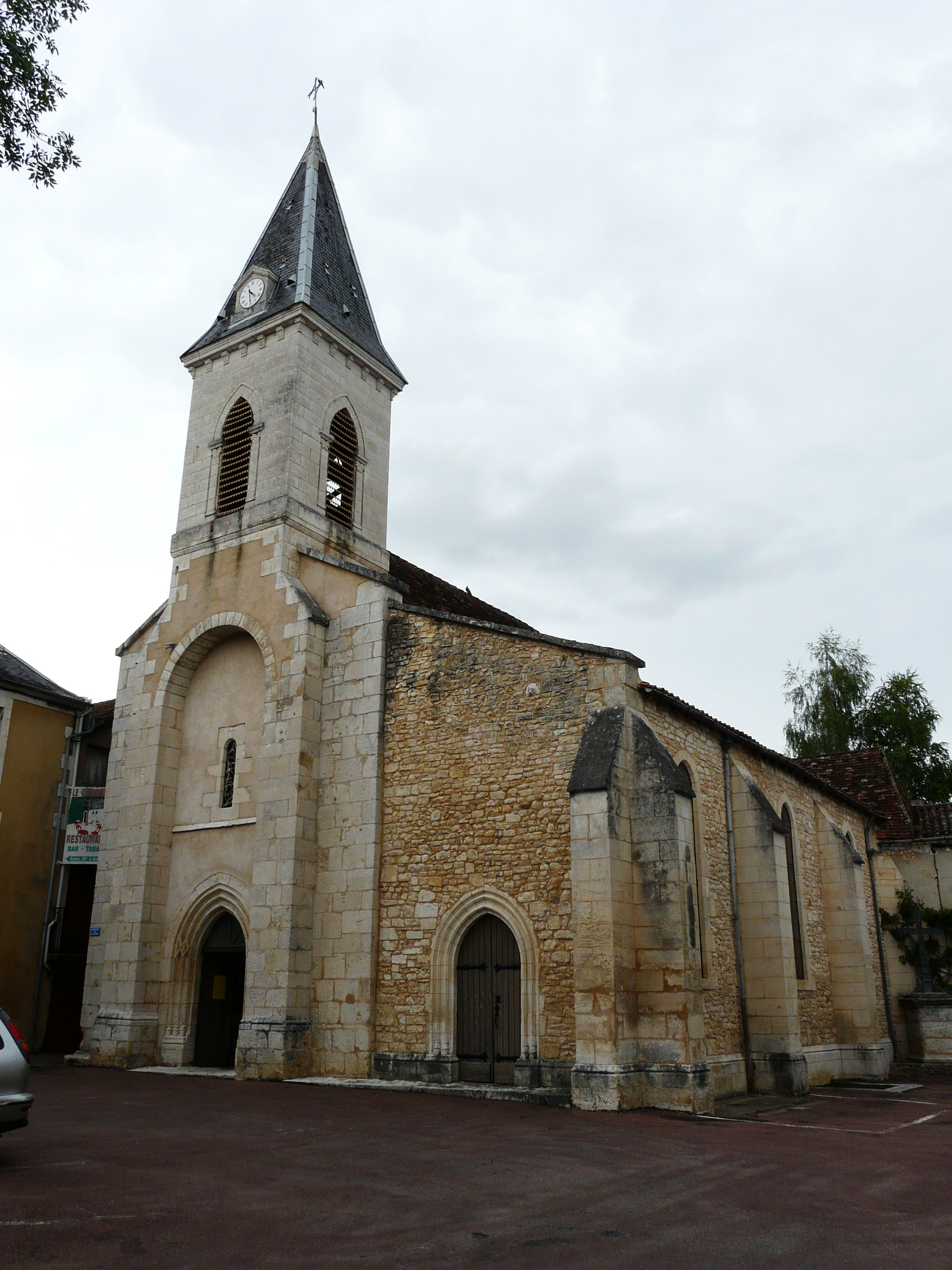
Kirche Saint-Martin
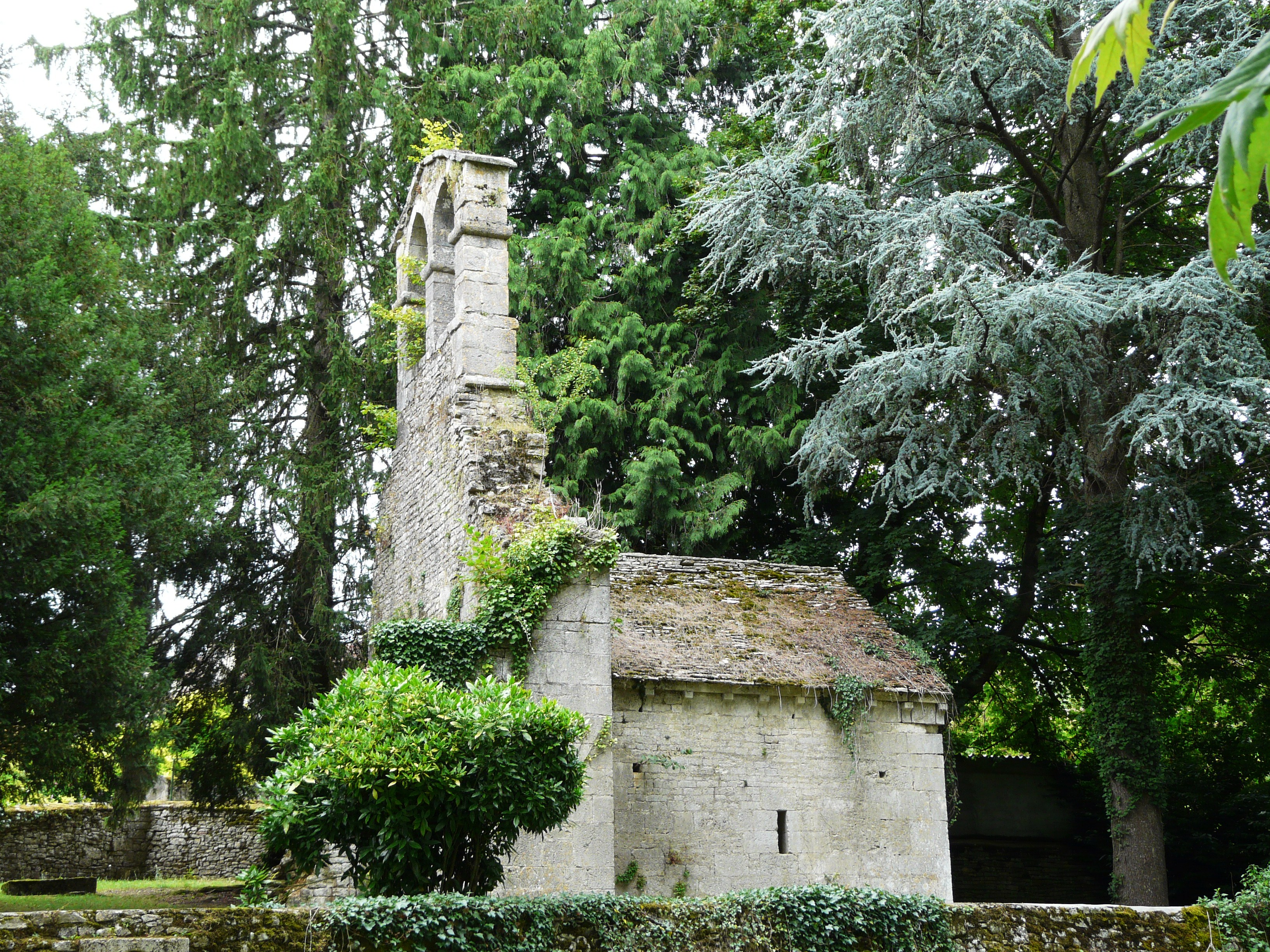
Kapellenruine Saint-Christophe

## Gemeindepartnerschaft
Mit der spanischen Gemeinde Ruente in der Region und Provinz Kantabrien besteht eine Partnerschaft.